# Alessandro Gazzoppi
Alessandro Gazzoppi (... – 1916) è stato un calciatore italiano, di ruolo difensore, portiere e centrocampista.

## Biografia
Gazzoppi fu un socio del Genoa, club dove cercò di introdurre il gioco del rugby. Chiamato alle armi durante la Grande Guerra, morì sul fronte nel 1916.
Il suo cognome è talvolta riportato come Gazoppi

### Calciatore
Cresciuto nel Genoa, giocò soprattutto nella squadra riserve. 
Il suo unico match nella prima squadra del Grifone lo disputò nella stagione 1910-1911, il 14 maggio 1911 nella sconfitta subita dai rossoblu contro il Piemonte Football Club per uno a zero, dove fu schierato per necessità in porta, benché nella squadra riserve venisse impiegato come difensore o centromediano.

### Rugby
Gazzoppi fu tra i promotori del rugby in Italia. Cercò nell'assemblea dei soci del Genoa del 18 novembre 1909 di far costituire al suo club una sezione dedicata a questo sport. 
Non riuscì nel suo intento poiché non trovò abbastanza giocatori per formare una squadra.